# Cigole
Cigole ist eine norditalienische Gemeinde (comune) mit 1485 Einwohnern (Stand 31. Dezember 2023) in der Provinz Brescia in der Lombardei. Die Gemeinde liegt etwa 26 Kilometer südlich von Brescia. 

## Geschichte
Die Gemeinde wurde im 12. Jahrhundert gegründet und als Ceole erwähnt. Die Burganlage entstand ab dem 13. Jahrhundert. 1432 gelangte die Ortschaft an den Herzog von Mailand.

## Gemeindepartnerschaften
Cigole unterhält Partnerschaften mit folgenden Gemeinden, die alle im Jahre 2004 eingegangen wurden:
- Mazaricos, Provinz A Coruña, Spanien
- Vara, Västra Götalands län, Schweden
- Chanovice, Okres Klatovy, Tschechien
- Võru, Kreis Võru, Estland
- Kunszentmárton, Komitat Jász-Nagykun-Szolnok, Ungarn
- Abádszalók, Komitat Jász-Nagykun-Szolnok, Ungarn